# My Reflection
My Reflection (2000) er en DVD-udgivelse af ABC-program, omhandlende den amerikanske sangerinde, Christina Aguilera. Den opnåede en førsteplads på amerikanske hitlister og blev desuden guld-certificeret.